# Reboiras. Acción e corazón
Reboiras. Acción e corazón és una pel·lícula documental gallega de 2020, dirigida i escrita per Alberte Mera i produïda per la fundació Terra e Tempo de Estudos Nacionalistas. La pel·lícula va ser estrenada el 8 d'agost de 2022 al barri de Lavandeira del poble d'Imo, situat al municipi de Dodro, la parròquia natal de Reboiras, en una exhibició especial i reservada al veïnat de Dodro. L'obra disposa de subtítols en català.

## Argument
La pel·lícula explica la figura de l'activista polític i sindicalista independentista gallec Moncho Reboiras, que l'any 1975 fou assassinat a trets per la policia durant el franquisme. En aquest sentit, el documental mostra la seva història a partir d'entrevistes a 29 testimonis directes que van compartir amb ell diferents circumstàncies, com el seu germà Manuel Reboiras, la seva cosina Lita Martínez, l'escriptor i exsecretari general de la Unió del Poble Gallec Francisco Rodríguez Sánchez, els escriptors Xosé Luís Méndez Ferrín i Darío Xohán Cabana, la cineasta Margarita Ledo, així com Elvira Souto i Lois Ríos, les persones que Reboiras ajudà a fugir el dia de la seva mort. A més, l'obra també inclou filmacions i documents històrics.

## Repartiment
Els intèrprets principals de la pel·lícula són:
- Daniel Celester com a Moncho Reboiras
- Lídia Vega
- Daniel Prieto
- Carlota Mosquera
- Sergio Alfonso